# Милош Грабовачки
Милош Грабовачки - Србин (Инђија, 1844 — Земун, 1930) био је земунски српски родољуб, књижевник и штампар.

## Биографија
Грабовачки је био прво трговац, па затим штампар и издавач земунски. Дошао је са 10 година из родне Инђије, у Земун 1854. године, да изучава занат. Ту је касније (1867) отворио бакалницу радњу, па књижару. Штампарски занат је као млад изучио у Земуну, и затим је отворио издавачку књижару и штампарију. Штампао је деценијама књиге, листове, брошуре, календаре, разгледнице, летке и остало. Издавао је књиге које су штампане у Новом Саду, Београду и Земуну. Покренуо је 1869. године и пуних 10 година издавао свој календар "Србин", који је на корици имао српски грб. Иако је био поштен и пожртвован издавач, та "јефтина издања" нису била много на цени. Сматран је од стране неких Срба интелектуалаца, за "фанатизованог" борца. Часопис "Стражилово" га је на својим странама јавно ниподаштавао. Цео свој живот је посветио српској мисли, а његова књижара у Земуну је било стециште Срба патриота. Борио се одлучно и неуморно против свих недаћа које су задесиле Србе, због чега је прозван Србин. Био је противник режима Милана Обреновића, и "имао посла" са аустроугарским.  Покренуо је 1. маја 1876. године лист "Бомбу" и месечно издавао листиће. Србинови "Записници" број 39. били су 1889. године заплењени, и у српској полицији задржани 62 дана.
Милош Грабовачки је био ожењен Банаћанком, Јеленом Лонгиновић, кћерком проте Симе Лонгиновића пароха Српског Итебеја. Обоје су били активни учесници Омладинског покрета међу Србима у Војводини. Јован Јовановић Змај тада панчевачки лекар је био "наводаџија", јер је спојио свог најбољег пријатеља Милоша и пријатељицу - сарадницу Јелену младу учитељицу. Јелена је писала чланке за Змајев хумористички лист Жижа у Панчеву; Милош је био претплатник. Како је својим писањем привукла пажњу Милошеву, он је почео да се са њом дописује; три године је преписка у оба смера ишла преко Змаја, а "Драги Србин" и "Драга Српкиња" (како су се у преписци ословљавали) се нису лично познавали. До сусрета и веридбе је дошло 1871. године на Крстовдан, а венчали су на празник Св. Петке.
Његов рад за национално ослобођење донео је међутим велику трагедију његовој породици. Годинама је тамновао Милош, а и његова вољена супруга Јелена (која је и умрла у затвору 1918). Аустроугари су 1914. године на почетку рата интернирали Милоша у војни затвор Коморан, и ту је цео рат провео. Ништа боље није прошла ни њихова јединица кћерка Ирина; била је затварана "због велеиздаје". Аустријанци окупаторски војници су је 1915. године ухапсили док је била у избеглиштву у Крушевцу, и држали утамничену (са оцем) до 1918. године. Ирена је остала неудата, а између два светска рата (-1929—1940-) бити управитељица Дечјег дома Краљице Марије у Земуну. Милошево друго дете, син Душан умро је прерано још 1886. године.
Милош Грабовачки је био храбар, пожртвован, поуздан човек - патриота, и код њега у кући су се склањали многи прогоњени Срби. Давао је тако уточиште (у Земуну) српској краљици Наталији, Николи Пашићу, Светозару Милетићу, Пери Тодоровићу и другима. Био је 1881. године присталица др Јована Суботића, кандидата за српски црквено-народни сабор. Милош иако ниска раста био је јуначан, као велики пријатељ и поштовалац посећивао је често краљицу Наталију Обреновић; када су је хтели протерати први пут, он је био међу онима који су растерали полицију. Радио је увек против режима српског краља Милана Обреновића. Био је и велики пријатељ Васе Пелагића, и одштампао му је више књига и брошура у својој земунској штампарији.
Његовом заслугом се од 1868. године изводе позоришне представе у Земуну. Организовао је ђачку позоришну дружину и која је 1869. године одржала пет представа. Трговац Грабовачки је 1869. године приложио за сиромашне ученике земунске реалке 10 ф. Било је то од прихода ђачке "добровољне позоришне дружине", чији је он био председник тада. Исте, 1869. године приложник је у корист "Српског народног позоришта". Био је он и редовни члан "Друштва за српско народно позориште" у Новом Саду. Милош је 1879. године био један од скупљача претплате за књигу Драгутина Посниковића: "Животи врсних Срба, млађега нараштаја". Књижар из Земуна не жали ни новца ни труда; 1881. године поклонио је 24 књижице са насловом "Не сведочи лажно на ближњега". Дар је уручен ученицима 4. разреда мушке основне школе у Пироту.
Грабовачки је прво покренуо издавачку књижару, а затим и штампарију. Од 1876. године Милош је држао властиту штампарију, са којом ће остварити дугу културно-националну мисију. Сваки од наслова ће имати више издања, а он ће их распростирати по народу. Не само што издаје и штампа туђе рукописе, Грабовачки скупља претплату и продаје листове и књиге. Јавља се он 1876. године као издавач дечјег листа "Дечји пријатељ". Издао је Србин, у јесен 1889. године књигу Петра Деспотовића "Занат је златан". Било је то ново издање; прво је издао Грабовачки још 1871. године у Београду.
Милош Грабовачки стари "штампар из Земуна" је 1930. године одликован Орденом југословенске круне 4. реда. Било је то због његовог вишедеценијског родољубивог рада, као књижара и штампара. Умро је Милош 1. новембра 1930. године у Земуну, у сиротишту (којим је руководила кћерка), а сахранила га је кћерка Ирина на градском гробљу.